# Sunrise (Florida)
Sunrise ist eine Stadt im Broward County im US-Bundesstaat Florida. Das U.S. Census Bureau hat bei der Volkszählung 2020 eine Einwohnerzahl von 97.335 ermittelt. Das Stadtgebiet hat eine Größe von 47,4 km².

## Geographie
Sunrise liegt etwa 18 Kilometer westlich von Fort Lauderdale und 35 Kilometer nördlich von Miami. Die Stadt stellt eine principal city der Metropolregion Miami dar. Im Uhrzeigersinn grenzt Sunrise an Tamarac, Lauderhill, Plantation, Davie und Weston. Im Westen grenzt die Stadt an die Everglades.

### Klima
Das Klima ist mild und warm, leicht mit einem leichten Wind von See. Statistisch regnet es in den Sommermonaten an durchschnittlich 50 % der Tage. Die höchsten Temperaturen sind im Mai bis Oktober, mit bis zu 31 °C. Die kältesten Monate von Dezember bis Februar mit durchschnittlich nur 12 °C. Schneefall ist in der Region nahezu unbekannt.

## Geschichte
Ehemals war die Stadt bekannt als Sunrise Golf Village. 1971 änderte die Stadt, durch Referendum, ihren Namen zu Sunrise. 

### Demographische Daten
Laut der Volkszählung 2010 verteilten sich die damaligen 84.439 Einwohner auf 37.609 Haushalte. Die Bevölkerungsdichte lag bei 1792,8 Einw./km². 56,4 % der Bevölkerung bezeichneten sich als Weiße, 31,8 % als Afroamerikaner, 0,3 % als Indianer und 4,1 % als Asian Americans. 4,2 % gaben die Angehörigkeit zu einer anderen Ethnie und 3,3 % zu mehreren Ethnien an. 25,6 % der Bevölkerung bestand aus Hispanics oder Latinos.
Im Jahr 2010 lebten in 33,7 % aller Haushalte Kinder unter 18 Jahren sowie 30,0 % aller Haushalte Personen mit mindestens 65 Jahren. 66,5 % der Haushalte waren Familienhaushalte (bestehend aus verheirateten Paaren mit oder ohne Nachkommen bzw. einem Elternteil mit Nachkomme). Die durchschnittliche Größe eines Haushalts lag bei 2,58 Personen und die durchschnittliche Familiengröße bei 3,16 Personen.
24,9 % der Bevölkerung waren jünger als 20 Jahre, 26,4 % waren 20 bis 39 Jahre alt, 28,4 % waren 40 bis 59 Jahre alt und 20,4 % waren mindestens 60 Jahre alt. Das mittlere Alter betrug 39 Jahre. 46,5 % der Bevölkerung waren männlich und 53,5 % weiblich.
Das durchschnittliche Jahreseinkommen lag bei 49.659 $, dabei lebten 10,3 % der Bevölkerung unter der Armutsgrenze.
Im Jahr 2000 war Englisch die Muttersprache von 71,92 % der Bevölkerung, spanisch sprachen 16,75 % und 11,33 % hatten eine andere Muttersprache.

## Partnerstadt
Die Partnerstadt von Sunrise ist Yavne in Israel.

## Schulen
- Banyan Elementary School
- Horizon Elementary School
- Nob Hill Elementary School (ca. 900 Schüler)
- Sandpiper Elementary School
- Sawgrass Elementary School (ca. 1050 Schüler)
- Village Elementary School
- Welleby Elementary School (ca. 1050 Schüler)
- Bair Middle School (ca. 1800 Schüler)
- Westpine Middle School (ca. 2000 Schüler)
- Piper High School (ca. 3400 Schüler)

## Weiterführende Bildungsmöglichkeiten
- Nova Southeastern University, Fort Lauderdale, ca. 12.500 Studenten
- Keiser College, Fort Lauderdale, ca. 2800 Studenten
- Broward Community College, Fort Lauderdale, ca. 12.700 Studenten
- Art Institute of Fort Lauderdale, Fort Lauderdale, ca. 2450 Studenten
- Barry University, Miami, ca. 5750 Studenten
- Florida Atlantic University, Boca Raton, ca. 14.300 Studenten
- Miami-Dade Community College, Miami, ca. 25.300 Studenten

## Kliniken
- Healthsouth Sunrise Rehabilitation Hospital
- Westside Regional Medical Center in Plantation, 6 km entfernt
- University Hospital & Medical Center in Tamarac, 8 km entfernt
- Florida Medical Center in Fort Lauderdale, 8 km entfernt.

## Parks und Sportmöglichkeiten
Es gibt ein breites Angebot von verschiedenen Stadtparks sowie mehrere sportliche Einrichtungen sowie Spielwiesen und Möglichkeiten zum Camping. An Sportmöglichkeiten werden Softball, Baseball, Football, Basketball, Fußball und Schwimmen angeboten.

## Sport
Die Florida Panthers aus der National Hockey League, der höchsten Spielklasse im nordamerikanischen Eishockey, tragen ihre Heimspiele im Amerant Bank Arena in Sunrise aus.

## Wirtschaft
In Sunrise befinden sich die Sawgrass Mills, mit einer Fläche von gut 220.000 m² das elftgrößte Einkaufszentrum der Vereinigten Staaten.
Die größten Arbeitgeber der Stadt waren 2018:
| Arbeitgeber                    | Arbeitnehmer |
| ------------------------------ | ------------ |
| American Express               | 3300         |
| Broward County School Board    | 1253         |
| City of Sunrise                | 1076         |
| Coventry Healthcare of Florida | 900          |
| United Healthcare              | 750          |
| Mednax National Medical Group  | 600          |
| Centene Healthcare             | 450          |
| Team Health                    | 350          |
| Comcast                        | 350          |
| Cross County Services          | 340          |

## Verkehr
Durch das Stadtgebiet verlaufene Straßen sind die Interstate 75 sowie die Florida State Roads 84, 816, 817, 838 und 869 (Sawgrass Expressway, mautpflichtig). Am Südwestrand der Stadt zweigt an einem Verkehrsknoten die SR 869 in Richtung Deerfield Beach und die I-595 in Richtung Fort Lauderdale von der I-75 ab. 
Die internationale Anreise kann über den Fort Lauderdale-Hollywood International Airport, den Miami International Airport oder den Palm Beach International Airport erfolgen. Nationale Flüge können auch auf den Fort Lauderdale Executive Airport, dem Downtown Fort Lauderdale Airport oder dem North Perry Airport landen.

## Kriminalität
Die Kriminalitätsrate lag im Jahr 2010 mit 329 Punkten (US-Durchschnitt: 266 Punkte) im durchschnittlichen Bereich. Es gab zwei Morde, 13 Vergewaltigungen, 124 Raubüberfälle, 199 Körperverletzungen, 832 Einbrüche, 2957 Diebstähle, 183 Autodiebstähle und vier Brandstiftungen.

## Söhne und Töchter der Stadt
- Crawford Grimsley (* 1967), Boxer
- Elijah Moore (* 2000), American-Football-Spieler